# Lettera ai Filippesi
La Lettera ai Filippesi è uno dei testi del Nuovo Testamento che la tradizione cristiana e il largo consenso degli studiosi attribuisce a Paolo di Tarso. Scritta fra il 53 e il 62, per la comunità cristiana fondata da Paolo stesso a Filippi.

## Composizione

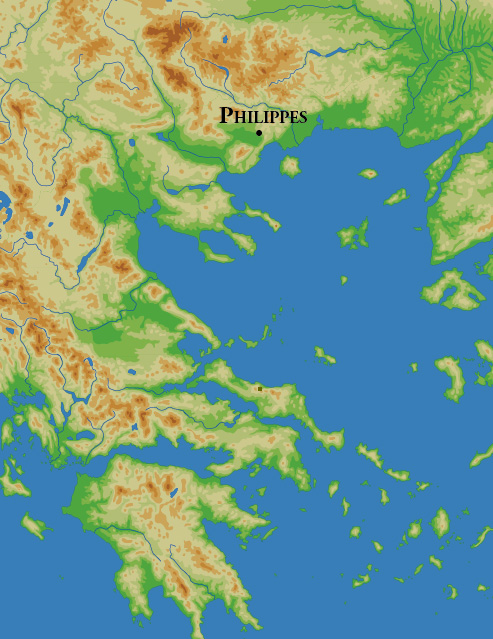
Cartina della Grecia che mostra la posizione della città di Filippi

### Autore
La lettera è stata scritta da Paolo di Tarso. La paternità paolina dello scritto è oggi «universalmente accettata» praticamente da tutti gli studiosi di esegesi biblica, sia antichi che moderni. L'inno cristologico citato in 2,5-11 potrebbe essere, secondo alcuni teologi, più antico della lettera: Paolo riprenderebbe qui una delle primissime tradizioni cristiane. Secondo il biblista Bart Ehrman, tale inno potrebbe rappresentare una delle più antiche composizioni cristiane, scritta verso la fine degli anni 30 del I secolo.

### Data e luogo di composizione
La lettera è scritta da Paolo mentre si trova in carcere, probabilmente durante la sua detenzione a Efeso, nel 53–54 o 54–55. Tradizionalmente si era pensato alla prigionia romana (60–62), ma in tempi recenti sono stati evidenziati elementi che farebbero preferire, oltre a Efeso, anche Cesarea (57–59) e, con minore probabilità, Corinto. La localizzazione a Efeso è comunque da preferire anche perché il rapporto di scambio sotteso alla lettera, con Epafrodito che si reca in visita a Paolo, si concilia meglio con la distanza tra Filippi e questa città.

### Destinatari
Filippi è una città nel nord della Grecia, situata a circa 15 chilometri dal mare. I cristiani della comunità erano prevalentemente di origine pagana, come si evince dal fatto che nella lettera Paolo, a parte una breve allusione, non cita mai l'Antico Testamento.
La lettera, ispirata da sentimenti di amicizia, si rivolge alla comunità cristiana di Filippi, la prima fondata da Paolo in Europa e con la quale l'apostolo aveva un legame particolarmente armonico e affettuoso.

### Lingua e stile
La lettera è scritta in greco. Lo scritto ha un carattere decisamente epistolare. Non vengono trattati grandi temi, né vengono risolte particolari questioni: l'apostolo vuole semplicemente informare i Filippesi della sua situazione, ringraziarli per l'attenzione dimostrata nei suoi confronti ed esortarli a proseguire sulla via dell'amore evangelico. Il tono è molto confidenziale e molte persone vengono citate per nome.
L'unitarietà della lettera è invece oggetto di discussione. Se alcuni studiosi sostengono che l'opera sia unitaria, altri hanno ipotizzato che il testo attuale sia il risultato della fusione di più scritti, in modo da spiegare l'apparente disordine nell'esposizione degli argomenti e le differenze di tono. Lo scritto attuale potrebbe quindi essere composta da tre frammenti di lettere, riunite da coloro che raccolsero le epistole di Paolo: secondo questa ipotesi, il primo brano (4,10-20) proverrebbe da una lettera composta per ringraziare i Filippesi delle loro attenzioni per Paolo e per il dono inviatogli tramite Epafrodito, il secondo (1,1-3,1) verrebbe da un'altra lettera di ringraziamento per i Filippesi che si erano preoccupati per la prigionia di Paolo, mentre il terzo brano (3,2-4,9) sarebbe una polemica contro la corrente cristiana giudaizzante. Secondo questa interpretazione, i primi due potrebbero essere stati scritti ad Efeso durante la prigionia di Paolo, mentre il terzo brano potrebbe persino non essere stato indirizzato ai Filippesi, ma essere aggiunto a questa collezione in ragione del suo tono.
Secondo alcuni l'evidenza è a favore dell'integrità della lettera, mentre, come osservano gli esegeti del cattolico Nuovo Grande Commentario Biblico, «esiste oggi una diffusa opinione, sebbene lontana dall'essere unanime, che la Lettera ai Filippesi rappresenti una conflazione di due o tre lettere originariamente distinte» e, parimenti, gli studiosi della Bibbia di Gerusalemme sottolineano che «l'autenticità della Lettera ai Filippesi non viene messa in dubbio, ma la sua unità presenta seri problemi. Per molti critici, essa potrebbe essere il risultato dell'unione di tre lettere»..

## Struttura e contenuto

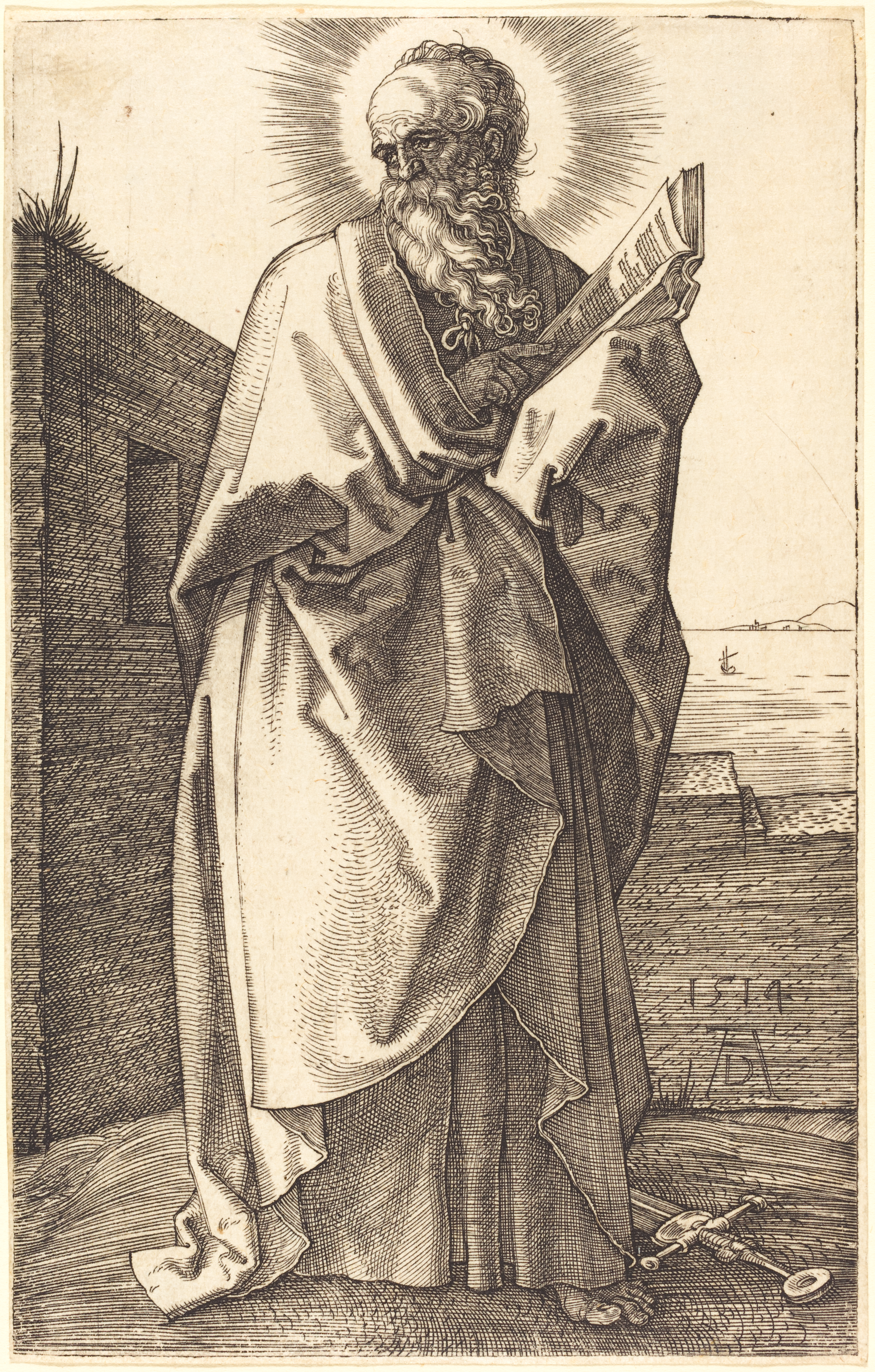
Paolo (Albrecht Dürer)

La lettera si occupa di dimensioni specifiche dell'identità e della vita cristiana. Il tema più frequente è quello della gioia.
Lo scritto contiene inoltre uno dei brani autobiografici più importanti dell'epistolario paolino 3,5-14, nel quale viene accennato anche il tema della giustificazione per mezzo della fede, che sarà poi meglio sviluppato nella Lettera ai Galati e nella Lettera ai Romani: «e di essere trovato in lui, non con una mia giustizia derivante dalla legge, ma con quella che deriva dalla fede in Cristo, cioè con la giustizia che deriva da Dio, basata sulla fede» (3,9).
La lettera è strutturata in quattro capitoli.

### Primo capitolo
Il primo capitolo contiene i saluti di Paolo e le sue raccomandazioni circa l'unità, l'umiltà e la perseveranza. Da sottolineare nell'indirizzo della lettera è il ricordo del compagno Timoteo, che compare come coautore della lettera stessa. Oltre a motivi «tecnici» emerge subito la coscienza ecclesiale con la quale Paolo si prepara alla dettatura della lettera. L'annuncio non è mai una cosa individuale o strettamente personale. Il Vangelo ha la forma della fraternità e deve essere annunciato nello stile della fraternità.

### Secondo capitolo
Il capitolo successivo riporta un inno cristologico di particolare importanza e bellezza (2,5-11), nonché dalla traduzione assai controversa; vi si dice, in sostanza, che Cristo, pur esistendo «in forma di Dio» non rifiutò di umiliarsi assumendo la natura umana, fino a subire la morte sulla croce. In grazia di ciò, Dio lo ha esaltato sopra ogni altro essere celeste e terreno. Questo inno, secondo alcuni precedente a Paolo, testimonia l'antichità della fede nella preesistenza di Gesù. Segue un invito a lavorare per la salvezza e una descrizione della missione di Timoteo e di Epafrodito.

### Terzo capitolo
Nel terzo capitolo Paolo spiega di aver sacrificato tutto per Gesù confidando nella giustizia divina e nella risurrezione. L'apostolo scrive del suo impegno e della sua corsa per poter raggiungere il premio in Cristo, pur nella consapevolezza dei propri limiti: «Non però che io abbia già conquistato il premio o sia ormai arrivato alla perfezione; solo mi sforzo di correre per conquistarlo, perché anch'io sono stato conquistato da Gesù Cristo» (3,12).

### Quarto capitolo
La lettera si conclude con alcuni consigli, il ringraziamento di Paolo ai cristiani di Filippi per l'aiuto da loro prestato, il saluto e l'augurio finale. L'ultimo capitolo riprende inoltre l'invito, presente più volte nella lettera, a vivere la fede nella gioia: 

## Uso liturgico
Nel rito cattolico brani della lettera vengono letti in domeniche nel tempo ordinario, nel tempo di Avvento e in Quaresima. L'inno cristologico presente nel secondo capitolo è una delle letture della Domenica delle Palme e nella festa dell'Esaltazione della Croce (14 settembre). Alcuni passi sono inoltre utilizzati nel lezionario relativo all'unzione degli infermi e al rito delle esequie. Nell'Ufficio delle Letture, la lettera viene letta integralmente nel corso della XXVI settimana del Tempo Ordinario.

### Riferimenti
1. 1 2  Beare, p. 1.
2. ↑   Filippesi 2,5-11, su La Parola - La Sacra Bibbia in italiano in Internet.
3. ↑   Bart D. Ehrman, E Gesù diventò Dio: L’esaltazione di un predicatore ebreo della Galilea, Nessun Dogma, 11 maggio 2017, ISBN 978-88-98602-36-0. URL consultato il 7 settembre 2021.
4. 1 2 3 4  Giuseppe Pulcinelli, L'Apostolo Paolo, 2008.
5. 1 2 3 4  Romano Penna, Lettera ai Filippesi, Lettera a Filemone, 2002.
6. 1 2 3  Peter Thomas O'Brien, The Epistle to the Philippians: a commentary on the Greek text, 1991.
7. 1 2  Gerd Theissen, Il Nuovo Testamento, 2002.
8. ↑  Udo Schnelle, The History and Theology, pp. 135–137.
9. ↑  Edgar J. Goodspeed, An Introduction to the New Testament, pp. 90-92, citato in Kirby.
10. ↑   Filippesi 4,10-20, su La Parola - La Sacra Bibbia in italiano in Internet.
11. ↑   Filippesi 1,1-3,1, su La Parola - La Sacra Bibbia in italiano in Internet.
12. ↑   Filippesi 3,2-4,9, su La Parola - La Sacra Bibbia in italiano in Internet.
13. ↑  Norman Perrin, The New Testament: An Introduction, pp. 105-6; Burton Mack, Who Wrote the New Testament?, pp. 144-145. Citati in Kirby.
14. ↑  Raymond E. Brown, Joseph A. Fitzmyer, Roland E. Murphy, Nuovo Grande Commentario Biblico, Queriniana, 2002, pp. 1035, 1040, ISBN 88-399-0054-3.
15. ↑  Bibbia di Gerusalemme, EDB, 2011, p. 2670, ISBN 978-88-10-82031-5.
16. ↑   Filippesi 3,5-14, su La Parola - La Sacra Bibbia in italiano in Internet.
17. ↑   Filippesi 3,9, su La Parola - La Sacra Bibbia in italiano in Internet.
18. ↑   Filippesi 2,5-11, su La Parola - La Sacra Bibbia in italiano in Internet.
19. ↑   Filippesi 3,12, su La Parola - La Sacra Bibbia in italiano in Internet.
20. ↑  La Bibbia, Edizioni San Paolo, 2009.